# Какузево
Какузево — деревня в Раменском районе Московской области, входит в Чулковское сельское поселение, расположена в 4 км от впадения реки Пахры в реку Москву. Население — 89 чел. (2010).
Другие названия этой деревни в прошлом: Какузева и Кукузева. Упоминается впервые в 1632 году, когда она была вместе с селом Еганово (Яганово) и деревней Бисерина пожалована по указу царя и великого князя Михаила Федоровича Романова в вотчину Знаменского монастыря. В 1646 году в селе Яганово с деревнями Какузево и Бисерина — вотчинах Знаменского монастыря числилось 46 дворов. В 1704 году уже 78 дворов. В XVIII веке владения Знаменского монастыря передаются в распоряжение Коллегии экономии. Именно за этим ведомством Какузево числится в результатах Генерального межевания земель Московской губернии 1770 года. К тому времени в деревне жили 58 человек.
В 1764 году в деревне насчитывалось 26 дворов, в 1852 году — 45 дворов, в 1878 году — 35 дворов, в 1924 году — 37 домов, в 1993 году — 25 домов.
В 1858 году в Какузево родился видный общественный деятель, старообрядческий начётчик Михаил Иванович Бриллиантов, принадлежавший к белокриницкому согласию, он был одним из инициаторов сбора 50 тысяч подписей за легализацию положения старообрядческих общин в Российской империи.

## Население
| 1926 | 2002 | 2010 |
| ---- | ---- | ---- |
| 193  | ↘31  | ↗89  |